# フォーフォーツー
フォーフォーツー（FourFourTwo）は、イギリスの月刊のサッカー雑誌。1994年創刊。ヘイマーケットにより出版されている。名前はサッカーのフォーメーションの一つ「4-4-2」に由来する。
発行部数は約11万部。そのうち約9万6千部がイギリスとアイルランドで、その他が海外で発行されている。

## 海外版
- スウェーデン（2002年11月創刊）
- オーストラリア（2005年10月創刊）
- ナイジェリア（2006年創刊）
- トルコ（2006年4月創刊）
- 韓国（2007年6月創刊）
- ブラジル（2009年創刊）
- インドネシア（2009年創刊）
- タイ（2009年11月創刊）